# Vua đi dạo
|   | a | b | c | d | e | f | g | h |   |
| 8 | c8 black bishop · e8 black rook · f8 black rook · g8 black king · c7 black pawn · d7 white rook · f7 black pawn · b6 black pawn · c6 black queen · e6 black pawn · f6 white queen · g6 black pawn · a5 black pawn · e5 white pawn · g5 white king · h5 black pawn · a4 white pawn · c4 white pawn · d4 white rook · h4 white pawn · f3 white knight · c2 white pawn · f2 white pawn · g2 white pawn | c8 black bishop · e8 black rook · f8 black rook · g8 black king · c7 black pawn · d7 white rook · f7 black pawn · b6 black pawn · c6 black queen · e6 black pawn · f6 white queen · g6 black pawn · a5 black pawn · e5 white pawn · g5 white king · h5 black pawn · a4 white pawn · c4 white pawn · d4 white rook · h4 white pawn · f3 white knight · c2 white pawn · f2 white pawn · g2 white pawn | c8 black bishop · e8 black rook · f8 black rook · g8 black king · c7 black pawn · d7 white rook · f7 black pawn · b6 black pawn · c6 black queen · e6 black pawn · f6 white queen · g6 black pawn · a5 black pawn · e5 white pawn · g5 white king · h5 black pawn · a4 white pawn · c4 white pawn · d4 white rook · h4 white pawn · f3 white knight · c2 white pawn · f2 white pawn · g2 white pawn | c8 black bishop · e8 black rook · f8 black rook · g8 black king · c7 black pawn · d7 white rook · f7 black pawn · b6 black pawn · c6 black queen · e6 black pawn · f6 white queen · g6 black pawn · a5 black pawn · e5 white pawn · g5 white king · h5 black pawn · a4 white pawn · c4 white pawn · d4 white rook · h4 white pawn · f3 white knight · c2 white pawn · f2 white pawn · g2 white pawn | c8 black bishop · e8 black rook · f8 black rook · g8 black king · c7 black pawn · d7 white rook · f7 black pawn · b6 black pawn · c6 black queen · e6 black pawn · f6 white queen · g6 black pawn · a5 black pawn · e5 white pawn · g5 white king · h5 black pawn · a4 white pawn · c4 white pawn · d4 white rook · h4 white pawn · f3 white knight · c2 white pawn · f2 white pawn · g2 white pawn | c8 black bishop · e8 black rook · f8 black rook · g8 black king · c7 black pawn · d7 white rook · f7 black pawn · b6 black pawn · c6 black queen · e6 black pawn · f6 white queen · g6 black pawn · a5 black pawn · e5 white pawn · g5 white king · h5 black pawn · a4 white pawn · c4 white pawn · d4 white rook · h4 white pawn · f3 white knight · c2 white pawn · f2 white pawn · g2 white pawn | c8 black bishop · e8 black rook · f8 black rook · g8 black king · c7 black pawn · d7 white rook · f7 black pawn · b6 black pawn · c6 black queen · e6 black pawn · f6 white queen · g6 black pawn · a5 black pawn · e5 white pawn · g5 white king · h5 black pawn · a4 white pawn · c4 white pawn · d4 white rook · h4 white pawn · f3 white knight · c2 white pawn · f2 white pawn · g2 white pawn | c8 black bishop · e8 black rook · f8 black rook · g8 black king · c7 black pawn · d7 white rook · f7 black pawn · b6 black pawn · c6 black queen · e6 black pawn · f6 white queen · g6 black pawn · a5 black pawn · e5 white pawn · g5 white king · h5 black pawn · a4 white pawn · c4 white pawn · d4 white rook · h4 white pawn · f3 white knight · c2 white pawn · f2 white pawn · g2 white pawn | 8 |
| 7 | c8 black bishop · e8 black rook · f8 black rook · g8 black king · c7 black pawn · d7 white rook · f7 black pawn · b6 black pawn · c6 black queen · e6 black pawn · f6 white queen · g6 black pawn · a5 black pawn · e5 white pawn · g5 white king · h5 black pawn · a4 white pawn · c4 white pawn · d4 white rook · h4 white pawn · f3 white knight · c2 white pawn · f2 white pawn · g2 white pawn | c8 black bishop · e8 black rook · f8 black rook · g8 black king · c7 black pawn · d7 white rook · f7 black pawn · b6 black pawn · c6 black queen · e6 black pawn · f6 white queen · g6 black pawn · a5 black pawn · e5 white pawn · g5 white king · h5 black pawn · a4 white pawn · c4 white pawn · d4 white rook · h4 white pawn · f3 white knight · c2 white pawn · f2 white pawn · g2 white pawn | c8 black bishop · e8 black rook · f8 black rook · g8 black king · c7 black pawn · d7 white rook · f7 black pawn · b6 black pawn · c6 black queen · e6 black pawn · f6 white queen · g6 black pawn · a5 black pawn · e5 white pawn · g5 white king · h5 black pawn · a4 white pawn · c4 white pawn · d4 white rook · h4 white pawn · f3 white knight · c2 white pawn · f2 white pawn · g2 white pawn | c8 black bishop · e8 black rook · f8 black rook · g8 black king · c7 black pawn · d7 white rook · f7 black pawn · b6 black pawn · c6 black queen · e6 black pawn · f6 white queen · g6 black pawn · a5 black pawn · e5 white pawn · g5 white king · h5 black pawn · a4 white pawn · c4 white pawn · d4 white rook · h4 white pawn · f3 white knight · c2 white pawn · f2 white pawn · g2 white pawn | c8 black bishop · e8 black rook · f8 black rook · g8 black king · c7 black pawn · d7 white rook · f7 black pawn · b6 black pawn · c6 black queen · e6 black pawn · f6 white queen · g6 black pawn · a5 black pawn · e5 white pawn · g5 white king · h5 black pawn · a4 white pawn · c4 white pawn · d4 white rook · h4 white pawn · f3 white knight · c2 white pawn · f2 white pawn · g2 white pawn | c8 black bishop · e8 black rook · f8 black rook · g8 black king · c7 black pawn · d7 white rook · f7 black pawn · b6 black pawn · c6 black queen · e6 black pawn · f6 white queen · g6 black pawn · a5 black pawn · e5 white pawn · g5 white king · h5 black pawn · a4 white pawn · c4 white pawn · d4 white rook · h4 white pawn · f3 white knight · c2 white pawn · f2 white pawn · g2 white pawn | c8 black bishop · e8 black rook · f8 black rook · g8 black king · c7 black pawn · d7 white rook · f7 black pawn · b6 black pawn · c6 black queen · e6 black pawn · f6 white queen · g6 black pawn · a5 black pawn · e5 white pawn · g5 white king · h5 black pawn · a4 white pawn · c4 white pawn · d4 white rook · h4 white pawn · f3 white knight · c2 white pawn · f2 white pawn · g2 white pawn | c8 black bishop · e8 black rook · f8 black rook · g8 black king · c7 black pawn · d7 white rook · f7 black pawn · b6 black pawn · c6 black queen · e6 black pawn · f6 white queen · g6 black pawn · a5 black pawn · e5 white pawn · g5 white king · h5 black pawn · a4 white pawn · c4 white pawn · d4 white rook · h4 white pawn · f3 white knight · c2 white pawn · f2 white pawn · g2 white pawn | 7 |
| 6 | c8 black bishop · e8 black rook · f8 black rook · g8 black king · c7 black pawn · d7 white rook · f7 black pawn · b6 black pawn · c6 black queen · e6 black pawn · f6 white queen · g6 black pawn · a5 black pawn · e5 white pawn · g5 white king · h5 black pawn · a4 white pawn · c4 white pawn · d4 white rook · h4 white pawn · f3 white knight · c2 white pawn · f2 white pawn · g2 white pawn | c8 black bishop · e8 black rook · f8 black rook · g8 black king · c7 black pawn · d7 white rook · f7 black pawn · b6 black pawn · c6 black queen · e6 black pawn · f6 white queen · g6 black pawn · a5 black pawn · e5 white pawn · g5 white king · h5 black pawn · a4 white pawn · c4 white pawn · d4 white rook · h4 white pawn · f3 white knight · c2 white pawn · f2 white pawn · g2 white pawn | c8 black bishop · e8 black rook · f8 black rook · g8 black king · c7 black pawn · d7 white rook · f7 black pawn · b6 black pawn · c6 black queen · e6 black pawn · f6 white queen · g6 black pawn · a5 black pawn · e5 white pawn · g5 white king · h5 black pawn · a4 white pawn · c4 white pawn · d4 white rook · h4 white pawn · f3 white knight · c2 white pawn · f2 white pawn · g2 white pawn | c8 black bishop · e8 black rook · f8 black rook · g8 black king · c7 black pawn · d7 white rook · f7 black pawn · b6 black pawn · c6 black queen · e6 black pawn · f6 white queen · g6 black pawn · a5 black pawn · e5 white pawn · g5 white king · h5 black pawn · a4 white pawn · c4 white pawn · d4 white rook · h4 white pawn · f3 white knight · c2 white pawn · f2 white pawn · g2 white pawn | c8 black bishop · e8 black rook · f8 black rook · g8 black king · c7 black pawn · d7 white rook · f7 black pawn · b6 black pawn · c6 black queen · e6 black pawn · f6 white queen · g6 black pawn · a5 black pawn · e5 white pawn · g5 white king · h5 black pawn · a4 white pawn · c4 white pawn · d4 white rook · h4 white pawn · f3 white knight · c2 white pawn · f2 white pawn · g2 white pawn | c8 black bishop · e8 black rook · f8 black rook · g8 black king · c7 black pawn · d7 white rook · f7 black pawn · b6 black pawn · c6 black queen · e6 black pawn · f6 white queen · g6 black pawn · a5 black pawn · e5 white pawn · g5 white king · h5 black pawn · a4 white pawn · c4 white pawn · d4 white rook · h4 white pawn · f3 white knight · c2 white pawn · f2 white pawn · g2 white pawn | c8 black bishop · e8 black rook · f8 black rook · g8 black king · c7 black pawn · d7 white rook · f7 black pawn · b6 black pawn · c6 black queen · e6 black pawn · f6 white queen · g6 black pawn · a5 black pawn · e5 white pawn · g5 white king · h5 black pawn · a4 white pawn · c4 white pawn · d4 white rook · h4 white pawn · f3 white knight · c2 white pawn · f2 white pawn · g2 white pawn | c8 black bishop · e8 black rook · f8 black rook · g8 black king · c7 black pawn · d7 white rook · f7 black pawn · b6 black pawn · c6 black queen · e6 black pawn · f6 white queen · g6 black pawn · a5 black pawn · e5 white pawn · g5 white king · h5 black pawn · a4 white pawn · c4 white pawn · d4 white rook · h4 white pawn · f3 white knight · c2 white pawn · f2 white pawn · g2 white pawn | 6 |
| 5 | c8 black bishop · e8 black rook · f8 black rook · g8 black king · c7 black pawn · d7 white rook · f7 black pawn · b6 black pawn · c6 black queen · e6 black pawn · f6 white queen · g6 black pawn · a5 black pawn · e5 white pawn · g5 white king · h5 black pawn · a4 white pawn · c4 white pawn · d4 white rook · h4 white pawn · f3 white knight · c2 white pawn · f2 white pawn · g2 white pawn | c8 black bishop · e8 black rook · f8 black rook · g8 black king · c7 black pawn · d7 white rook · f7 black pawn · b6 black pawn · c6 black queen · e6 black pawn · f6 white queen · g6 black pawn · a5 black pawn · e5 white pawn · g5 white king · h5 black pawn · a4 white pawn · c4 white pawn · d4 white rook · h4 white pawn · f3 white knight · c2 white pawn · f2 white pawn · g2 white pawn | c8 black bishop · e8 black rook · f8 black rook · g8 black king · c7 black pawn · d7 white rook · f7 black pawn · b6 black pawn · c6 black queen · e6 black pawn · f6 white queen · g6 black pawn · a5 black pawn · e5 white pawn · g5 white king · h5 black pawn · a4 white pawn · c4 white pawn · d4 white rook · h4 white pawn · f3 white knight · c2 white pawn · f2 white pawn · g2 white pawn | c8 black bishop · e8 black rook · f8 black rook · g8 black king · c7 black pawn · d7 white rook · f7 black pawn · b6 black pawn · c6 black queen · e6 black pawn · f6 white queen · g6 black pawn · a5 black pawn · e5 white pawn · g5 white king · h5 black pawn · a4 white pawn · c4 white pawn · d4 white rook · h4 white pawn · f3 white knight · c2 white pawn · f2 white pawn · g2 white pawn | c8 black bishop · e8 black rook · f8 black rook · g8 black king · c7 black pawn · d7 white rook · f7 black pawn · b6 black pawn · c6 black queen · e6 black pawn · f6 white queen · g6 black pawn · a5 black pawn · e5 white pawn · g5 white king · h5 black pawn · a4 white pawn · c4 white pawn · d4 white rook · h4 white pawn · f3 white knight · c2 white pawn · f2 white pawn · g2 white pawn | c8 black bishop · e8 black rook · f8 black rook · g8 black king · c7 black pawn · d7 white rook · f7 black pawn · b6 black pawn · c6 black queen · e6 black pawn · f6 white queen · g6 black pawn · a5 black pawn · e5 white pawn · g5 white king · h5 black pawn · a4 white pawn · c4 white pawn · d4 white rook · h4 white pawn · f3 white knight · c2 white pawn · f2 white pawn · g2 white pawn | c8 black bishop · e8 black rook · f8 black rook · g8 black king · c7 black pawn · d7 white rook · f7 black pawn · b6 black pawn · c6 black queen · e6 black pawn · f6 white queen · g6 black pawn · a5 black pawn · e5 white pawn · g5 white king · h5 black pawn · a4 white pawn · c4 white pawn · d4 white rook · h4 white pawn · f3 white knight · c2 white pawn · f2 white pawn · g2 white pawn | c8 black bishop · e8 black rook · f8 black rook · g8 black king · c7 black pawn · d7 white rook · f7 black pawn · b6 black pawn · c6 black queen · e6 black pawn · f6 white queen · g6 black pawn · a5 black pawn · e5 white pawn · g5 white king · h5 black pawn · a4 white pawn · c4 white pawn · d4 white rook · h4 white pawn · f3 white knight · c2 white pawn · f2 white pawn · g2 white pawn | 5 |
| 4 | c8 black bishop · e8 black rook · f8 black rook · g8 black king · c7 black pawn · d7 white rook · f7 black pawn · b6 black pawn · c6 black queen · e6 black pawn · f6 white queen · g6 black pawn · a5 black pawn · e5 white pawn · g5 white king · h5 black pawn · a4 white pawn · c4 white pawn · d4 white rook · h4 white pawn · f3 white knight · c2 white pawn · f2 white pawn · g2 white pawn | c8 black bishop · e8 black rook · f8 black rook · g8 black king · c7 black pawn · d7 white rook · f7 black pawn · b6 black pawn · c6 black queen · e6 black pawn · f6 white queen · g6 black pawn · a5 black pawn · e5 white pawn · g5 white king · h5 black pawn · a4 white pawn · c4 white pawn · d4 white rook · h4 white pawn · f3 white knight · c2 white pawn · f2 white pawn · g2 white pawn | c8 black bishop · e8 black rook · f8 black rook · g8 black king · c7 black pawn · d7 white rook · f7 black pawn · b6 black pawn · c6 black queen · e6 black pawn · f6 white queen · g6 black pawn · a5 black pawn · e5 white pawn · g5 white king · h5 black pawn · a4 white pawn · c4 white pawn · d4 white rook · h4 white pawn · f3 white knight · c2 white pawn · f2 white pawn · g2 white pawn | c8 black bishop · e8 black rook · f8 black rook · g8 black king · c7 black pawn · d7 white rook · f7 black pawn · b6 black pawn · c6 black queen · e6 black pawn · f6 white queen · g6 black pawn · a5 black pawn · e5 white pawn · g5 white king · h5 black pawn · a4 white pawn · c4 white pawn · d4 white rook · h4 white pawn · f3 white knight · c2 white pawn · f2 white pawn · g2 white pawn | c8 black bishop · e8 black rook · f8 black rook · g8 black king · c7 black pawn · d7 white rook · f7 black pawn · b6 black pawn · c6 black queen · e6 black pawn · f6 white queen · g6 black pawn · a5 black pawn · e5 white pawn · g5 white king · h5 black pawn · a4 white pawn · c4 white pawn · d4 white rook · h4 white pawn · f3 white knight · c2 white pawn · f2 white pawn · g2 white pawn | c8 black bishop · e8 black rook · f8 black rook · g8 black king · c7 black pawn · d7 white rook · f7 black pawn · b6 black pawn · c6 black queen · e6 black pawn · f6 white queen · g6 black pawn · a5 black pawn · e5 white pawn · g5 white king · h5 black pawn · a4 white pawn · c4 white pawn · d4 white rook · h4 white pawn · f3 white knight · c2 white pawn · f2 white pawn · g2 white pawn | c8 black bishop · e8 black rook · f8 black rook · g8 black king · c7 black pawn · d7 white rook · f7 black pawn · b6 black pawn · c6 black queen · e6 black pawn · f6 white queen · g6 black pawn · a5 black pawn · e5 white pawn · g5 white king · h5 black pawn · a4 white pawn · c4 white pawn · d4 white rook · h4 white pawn · f3 white knight · c2 white pawn · f2 white pawn · g2 white pawn | c8 black bishop · e8 black rook · f8 black rook · g8 black king · c7 black pawn · d7 white rook · f7 black pawn · b6 black pawn · c6 black queen · e6 black pawn · f6 white queen · g6 black pawn · a5 black pawn · e5 white pawn · g5 white king · h5 black pawn · a4 white pawn · c4 white pawn · d4 white rook · h4 white pawn · f3 white knight · c2 white pawn · f2 white pawn · g2 white pawn | 4 |
| 3 | c8 black bishop · e8 black rook · f8 black rook · g8 black king · c7 black pawn · d7 white rook · f7 black pawn · b6 black pawn · c6 black queen · e6 black pawn · f6 white queen · g6 black pawn · a5 black pawn · e5 white pawn · g5 white king · h5 black pawn · a4 white pawn · c4 white pawn · d4 white rook · h4 white pawn · f3 white knight · c2 white pawn · f2 white pawn · g2 white pawn | c8 black bishop · e8 black rook · f8 black rook · g8 black king · c7 black pawn · d7 white rook · f7 black pawn · b6 black pawn · c6 black queen · e6 black pawn · f6 white queen · g6 black pawn · a5 black pawn · e5 white pawn · g5 white king · h5 black pawn · a4 white pawn · c4 white pawn · d4 white rook · h4 white pawn · f3 white knight · c2 white pawn · f2 white pawn · g2 white pawn | c8 black bishop · e8 black rook · f8 black rook · g8 black king · c7 black pawn · d7 white rook · f7 black pawn · b6 black pawn · c6 black queen · e6 black pawn · f6 white queen · g6 black pawn · a5 black pawn · e5 white pawn · g5 white king · h5 black pawn · a4 white pawn · c4 white pawn · d4 white rook · h4 white pawn · f3 white knight · c2 white pawn · f2 white pawn · g2 white pawn | c8 black bishop · e8 black rook · f8 black rook · g8 black king · c7 black pawn · d7 white rook · f7 black pawn · b6 black pawn · c6 black queen · e6 black pawn · f6 white queen · g6 black pawn · a5 black pawn · e5 white pawn · g5 white king · h5 black pawn · a4 white pawn · c4 white pawn · d4 white rook · h4 white pawn · f3 white knight · c2 white pawn · f2 white pawn · g2 white pawn | c8 black bishop · e8 black rook · f8 black rook · g8 black king · c7 black pawn · d7 white rook · f7 black pawn · b6 black pawn · c6 black queen · e6 black pawn · f6 white queen · g6 black pawn · a5 black pawn · e5 white pawn · g5 white king · h5 black pawn · a4 white pawn · c4 white pawn · d4 white rook · h4 white pawn · f3 white knight · c2 white pawn · f2 white pawn · g2 white pawn | c8 black bishop · e8 black rook · f8 black rook · g8 black king · c7 black pawn · d7 white rook · f7 black pawn · b6 black pawn · c6 black queen · e6 black pawn · f6 white queen · g6 black pawn · a5 black pawn · e5 white pawn · g5 white king · h5 black pawn · a4 white pawn · c4 white pawn · d4 white rook · h4 white pawn · f3 white knight · c2 white pawn · f2 white pawn · g2 white pawn | c8 black bishop · e8 black rook · f8 black rook · g8 black king · c7 black pawn · d7 white rook · f7 black pawn · b6 black pawn · c6 black queen · e6 black pawn · f6 white queen · g6 black pawn · a5 black pawn · e5 white pawn · g5 white king · h5 black pawn · a4 white pawn · c4 white pawn · d4 white rook · h4 white pawn · f3 white knight · c2 white pawn · f2 white pawn · g2 white pawn | c8 black bishop · e8 black rook · f8 black rook · g8 black king · c7 black pawn · d7 white rook · f7 black pawn · b6 black pawn · c6 black queen · e6 black pawn · f6 white queen · g6 black pawn · a5 black pawn · e5 white pawn · g5 white king · h5 black pawn · a4 white pawn · c4 white pawn · d4 white rook · h4 white pawn · f3 white knight · c2 white pawn · f2 white pawn · g2 white pawn | 3 |
| 2 | c8 black bishop · e8 black rook · f8 black rook · g8 black king · c7 black pawn · d7 white rook · f7 black pawn · b6 black pawn · c6 black queen · e6 black pawn · f6 white queen · g6 black pawn · a5 black pawn · e5 white pawn · g5 white king · h5 black pawn · a4 white pawn · c4 white pawn · d4 white rook · h4 white pawn · f3 white knight · c2 white pawn · f2 white pawn · g2 white pawn | c8 black bishop · e8 black rook · f8 black rook · g8 black king · c7 black pawn · d7 white rook · f7 black pawn · b6 black pawn · c6 black queen · e6 black pawn · f6 white queen · g6 black pawn · a5 black pawn · e5 white pawn · g5 white king · h5 black pawn · a4 white pawn · c4 white pawn · d4 white rook · h4 white pawn · f3 white knight · c2 white pawn · f2 white pawn · g2 white pawn | c8 black bishop · e8 black rook · f8 black rook · g8 black king · c7 black pawn · d7 white rook · f7 black pawn · b6 black pawn · c6 black queen · e6 black pawn · f6 white queen · g6 black pawn · a5 black pawn · e5 white pawn · g5 white king · h5 black pawn · a4 white pawn · c4 white pawn · d4 white rook · h4 white pawn · f3 white knight · c2 white pawn · f2 white pawn · g2 white pawn | c8 black bishop · e8 black rook · f8 black rook · g8 black king · c7 black pawn · d7 white rook · f7 black pawn · b6 black pawn · c6 black queen · e6 black pawn · f6 white queen · g6 black pawn · a5 black pawn · e5 white pawn · g5 white king · h5 black pawn · a4 white pawn · c4 white pawn · d4 white rook · h4 white pawn · f3 white knight · c2 white pawn · f2 white pawn · g2 white pawn | c8 black bishop · e8 black rook · f8 black rook · g8 black king · c7 black pawn · d7 white rook · f7 black pawn · b6 black pawn · c6 black queen · e6 black pawn · f6 white queen · g6 black pawn · a5 black pawn · e5 white pawn · g5 white king · h5 black pawn · a4 white pawn · c4 white pawn · d4 white rook · h4 white pawn · f3 white knight · c2 white pawn · f2 white pawn · g2 white pawn | c8 black bishop · e8 black rook · f8 black rook · g8 black king · c7 black pawn · d7 white rook · f7 black pawn · b6 black pawn · c6 black queen · e6 black pawn · f6 white queen · g6 black pawn · a5 black pawn · e5 white pawn · g5 white king · h5 black pawn · a4 white pawn · c4 white pawn · d4 white rook · h4 white pawn · f3 white knight · c2 white pawn · f2 white pawn · g2 white pawn | c8 black bishop · e8 black rook · f8 black rook · g8 black king · c7 black pawn · d7 white rook · f7 black pawn · b6 black pawn · c6 black queen · e6 black pawn · f6 white queen · g6 black pawn · a5 black pawn · e5 white pawn · g5 white king · h5 black pawn · a4 white pawn · c4 white pawn · d4 white rook · h4 white pawn · f3 white knight · c2 white pawn · f2 white pawn · g2 white pawn | c8 black bishop · e8 black rook · f8 black rook · g8 black king · c7 black pawn · d7 white rook · f7 black pawn · b6 black pawn · c6 black queen · e6 black pawn · f6 white queen · g6 black pawn · a5 black pawn · e5 white pawn · g5 white king · h5 black pawn · a4 white pawn · c4 white pawn · d4 white rook · h4 white pawn · f3 white knight · c2 white pawn · f2 white pawn · g2 white pawn | 2 |
| 1 | c8 black bishop · e8 black rook · f8 black rook · g8 black king · c7 black pawn · d7 white rook · f7 black pawn · b6 black pawn · c6 black queen · e6 black pawn · f6 white queen · g6 black pawn · a5 black pawn · e5 white pawn · g5 white king · h5 black pawn · a4 white pawn · c4 white pawn · d4 white rook · h4 white pawn · f3 white knight · c2 white pawn · f2 white pawn · g2 white pawn | c8 black bishop · e8 black rook · f8 black rook · g8 black king · c7 black pawn · d7 white rook · f7 black pawn · b6 black pawn · c6 black queen · e6 black pawn · f6 white queen · g6 black pawn · a5 black pawn · e5 white pawn · g5 white king · h5 black pawn · a4 white pawn · c4 white pawn · d4 white rook · h4 white pawn · f3 white knight · c2 white pawn · f2 white pawn · g2 white pawn | c8 black bishop · e8 black rook · f8 black rook · g8 black king · c7 black pawn · d7 white rook · f7 black pawn · b6 black pawn · c6 black queen · e6 black pawn · f6 white queen · g6 black pawn · a5 black pawn · e5 white pawn · g5 white king · h5 black pawn · a4 white pawn · c4 white pawn · d4 white rook · h4 white pawn · f3 white knight · c2 white pawn · f2 white pawn · g2 white pawn | c8 black bishop · e8 black rook · f8 black rook · g8 black king · c7 black pawn · d7 white rook · f7 black pawn · b6 black pawn · c6 black queen · e6 black pawn · f6 white queen · g6 black pawn · a5 black pawn · e5 white pawn · g5 white king · h5 black pawn · a4 white pawn · c4 white pawn · d4 white rook · h4 white pawn · f3 white knight · c2 white pawn · f2 white pawn · g2 white pawn | c8 black bishop · e8 black rook · f8 black rook · g8 black king · c7 black pawn · d7 white rook · f7 black pawn · b6 black pawn · c6 black queen · e6 black pawn · f6 white queen · g6 black pawn · a5 black pawn · e5 white pawn · g5 white king · h5 black pawn · a4 white pawn · c4 white pawn · d4 white rook · h4 white pawn · f3 white knight · c2 white pawn · f2 white pawn · g2 white pawn | c8 black bishop · e8 black rook · f8 black rook · g8 black king · c7 black pawn · d7 white rook · f7 black pawn · b6 black pawn · c6 black queen · e6 black pawn · f6 white queen · g6 black pawn · a5 black pawn · e5 white pawn · g5 white king · h5 black pawn · a4 white pawn · c4 white pawn · d4 white rook · h4 white pawn · f3 white knight · c2 white pawn · f2 white pawn · g2 white pawn | c8 black bishop · e8 black rook · f8 black rook · g8 black king · c7 black pawn · d7 white rook · f7 black pawn · b6 black pawn · c6 black queen · e6 black pawn · f6 white queen · g6 black pawn · a5 black pawn · e5 white pawn · g5 white king · h5 black pawn · a4 white pawn · c4 white pawn · d4 white rook · h4 white pawn · f3 white knight · c2 white pawn · f2 white pawn · g2 white pawn | c8 black bishop · e8 black rook · f8 black rook · g8 black king · c7 black pawn · d7 white rook · f7 black pawn · b6 black pawn · c6 black queen · e6 black pawn · f6 white queen · g6 black pawn · a5 black pawn · e5 white pawn · g5 white king · h5 black pawn · a4 white pawn · c4 white pawn · d4 white rook · h4 white pawn · f3 white knight · c2 white pawn · f2 white pawn · g2 white pawn | 1 |
|   | a | b | c | d | e | f | g | h |   |

Trong cờ vua, Vua đi dạo (tiếng Anh king walk, hay còn biết đến với cái tên steel king (tạm dịch: Vua thép) hay là fighting king - Vua chiến đấu), là thuật ngữ đề cập đến những dịp (những trường hợp) mà Vua di chuyển lên phía trên bàn cờ, thường là để chủ động tham gia phối hợp tấn công chiếu hết Vua đối thủ cùng với những quân khác. Đây là một trường hợp đặc biệt bất thường vì an toàn Vua được xem là yếu tố tối quan trọng, và người chơi luôn được khuyến cáo phải giữ Vua tránh xa khỏi những mối nguy hại, ít nhất là cho đến khi ván đấu chuyển sang giai đoạn Tàn cuộc. Tuy nhiên, ngược lại, Wilhelm Steinitz, người thường được biết đến như là cha đẻ của cờ vua hiện đại, đã trứ danh với câu châm ngôn: "Vua là một quân chiến đấu". Tác giả và cũng là nhà sử học về cờ vua Tim Krabbé có tài liệu về hơn một trăm ván đấu từng xuất hiện những diễn biến như vậy.
Vì đây là một chiến thuật hiếm khi được thấy, nên nó thường sẽ gặt hái giải thưởng brilliancy prizes (tạm dịch: giải thưởng ngoạn mục) cho người chơi thực hiện pha tấn công thành công. Có lẽ trường hợp nổi tiếng nhất trong lịch sử gần đây là ván đấu giữa Nigel Short và Jan Timman ở Tilburg 1991, đã được bầu chọn là một trong một trăm ván đấu vĩ đại nhất trong danh sách được biên soạn bởi Kiện tướng cờ vua FIDE Graham Burgess, Đại kiện tướng John Nunn và kỳ thủ John Emms.
Trong thế cờ ở hình bên (thế cờ cuối cùng trong ván đấu Short - Timman), đến lượt Đen đi, Trắng đang đe dọa 35.Vh6 tiếp theo đến 36.Hg7#. Đen không có biện pháp đỡ "mat". Ví dụ nếu 34...Vh7 (để ngăn chặn 35.Vh6) Trắng sẽ 35.Xxf7+ Xxf7 36.Hxf7+ Vh8 37.Vh6 và Đen sẽ bị mat sau hai nước.

## Ván cờ mẫu
- Short–Timman, Tilburg 1991. Phòng thủ Alekhine: Hiện đại. Phương án Alburt (B04) Short "trói chân" hết các quân của Timman nhờ đó Vua của ông có thể tiến lên.
- Alekhine-Yates, London 1922, Gambit Hậu không tiếp nhận: Phòng thủ Orthodox. Diễn biến chính (D64) 1-0 Alekhine khơi gợi một cuộc tấn công trong Tàn cuộc, và Vua của ông tham gia vào cuộc xung đột.